# 北中正和
北中 正和（きたなか まさかず、1946年11月7日 - ）は、日本の音楽評論家。

## 略歴
1946年、奈良県に生まれる。京都大学理学部卒業。四国の製薬会社に就職するが半年で退社。
1969年に上京。村元武から田川律を紹介され、雑誌『ニューミュージック・マガジン』（現『ミュージック・マガジン』（ミュージック・マガジン））の編集者となり、ポピュラー音楽についての評論活動を行う。
その後ワールドミュージックに傾倒し、世界の民族音楽やポピュラー音楽についての本を出版。また、J-POP草創期の日本の音楽文化についても造詣が深い。ウェブ上の音楽雑誌『ERIS』編集協力。
2000年からNHK-FM放送によるラジオ『ワールドミュージックタイム』のDJも務めた（2013年まで）。 2011年、坂本龍一の『スコラ 坂本龍一 音楽の学校』（NHK Eテレ）に、ピーター・バラカンとともにゲスト出演。

## 出演番組
- ポップスグラフィティ（NHK-FM）
- ワールドミュージックタイム（NHK-FM）
- 週刊音楽論 (JFN)

## 著作

### 単著
- 『アローン・トゥゲザー ロックの扉を通って』而立書房 1976
- 『サッド・カフェでコーヒーを 北中正和のロック地図』冬樹社 1980
- 『ロック』講談社現代新書 1985
  - 『ロック スーパースターの軌跡』新版 音楽出版社 CDジャーナルムック　2008
  - 『ロック史』立東舎文庫 2017
- 『「楽園」の音楽 ロックとワールド・ミュージック』筑摩書房 1990
- 『ポップス・ダイアリー 1987-91』筑摩書房 1991
- 『ロックが聴こえる本105 小説に登場するロック』シンコー・ミュージック 1991
- 『にほんのうた 戦後歌謡曲史』新潮文庫 1995
  - 『増補 にほんのうた 戦後歌謡曲史』平凡社ライブラリー 2003
- 『ギターは日本の歌をどう変えたか ギターのポピュラー音楽史』平凡社新書 2002
- 『毎日ワールド・ミュージック 1998-2004』晶文社 2005
- 『Jポップを創ったアルバム 1966～1995 必聴disc徹底ガイド』平凡社 2008
- 『ビートルズ』新潮新書　2021
- 『ボブ・ディラン』新潮新書　2023

### 共編著
- 『ロック決定盤』かまち潤共著 音楽之友社 1979
- 『The endless talking 細野晴臣インタビュー集』編 筑摩書房 1992
  - 『細野晴臣インタビュー THE ENDLESS TALKING』平凡社ライブラリー 2005
- 『てるりん自伝』照屋林助著 北中正和編 みすず書房 1998
- 『風都市伝説 1970年代の街とロックの記憶から』責任編集 音楽出版社 CDジャーナルムック　2004
- 『事典 世界音楽の本』徳丸吉彦,高橋悠治,渡辺裕共編 岩波書店 2007
- 『Eiichi Ohtaki selections:the road to rock』坂本龍一総合監修・執筆 大滝詠一選曲・執筆 北中選曲補・執筆・アドヴァイザー エイベックス・マーケティング 2011

### 監修
- 『ラヴ・ジェネレーション1966-1979 スパイダース,ジャックスからYMO,東京ロッカーズまで』田口史人,湯浅学共監修 音楽之友社 2001
- 『世界は音楽でできている ヨーロッパ・アジア・太平洋・ロシア& NIS編』監修 音楽出版社 CDジャーナルムック　2007
- 『世界は音楽でできている 中南米・北米・アフリカ編』監修 音楽出版社 CDジャーナルムック　2007
- 『青島幸男読本 生誕80年記念』青島美幸共監修 音楽出版社 CDジャーナルムック 2012

### 翻訳
- アンドリュー・ソルト,サム・イーガン編著『イマジン:ジョン・レノン』河出書房新社 1989